# Serghei Covalciuc
Serghei Covalciuc (russisch Сергей Сергеевич Ковальчук, auch Sergei Kowaltschuk, bzw. Sergey Kovalchuk; * 20. Januar 1982 in Odessa) ist ein ehemaliger moldauisch-russischer Fußball-Mittelfeldspieler, der auch als Flügelspieler spielte.

## Karriere
Covalciuc spielt in  der moldauischen Fußballnationalmannschaft und war von 2004 bis 2009 bei Spartak Moskau in der russischen Premjer-Liga unter Vertrag. 2010 wechselte er zum Ligarivalen Tom Tomsk. 2011 wurde er vom russischen Zweitligisten Schemtschuschina Sotschi verpflichtet. Davor spielte er für Tiligul Tiraspol in der moldauischen Meisterschaft und beim ukrainischen Verein Karpaty Lwiw. Im Juni 2012 wechselte der Mittelfeldspieler zum FK Aqtöbe.
Er hatte zuerst die moldauische und die transnistrische Staatsbürgerschaft, aber 2007 beantragte Covalciuc die russische Staatsbürgerschaft, um öfter für Spartak spielen zu können.

## Erfolge
- Kasachischer Meister: 2013